# Gunniopsis septifraga
Gunniopsis septifraga là một loài thực vật có hoa trong họ Phiên hạnh. Loài này được (F.Muell.) Chinnock mô tả khoa học đầu tiên năm 1983.